# Stockheim (Kreuzau)
Stockheim ist der größte Ortsteil der Gemeinde Kreuzau im Kreis Düren in Nordrhein-Westfalen.  Zu Stockheim gehört noch der Weiler Stepprath.

## Lage
Stockheim liegt an der Grenze zwischen der von Ackerbau geprägten Zülpicher Börde und dem Dürener Stadtwald und der Drover Heide, einer überwiegend von Wald und Heide bedeckten Schotterterrasse, die sich südlich von Düren bis Thum ausdehnt. Direkt an den Ort grenzen Niederau, Düren, Rommelsheim, Soller und Jakobwüllesheim sowie der Burgauer Wald.

## Geschichte
Der Ort ist eine fränkische Gründung, wie schon der aus Stock = Stamm abgeleitete Name für den Rode-Ort andeutet. Unter dem Kölner Erzbischof Heribert (999–1031) wird das Dorf erstmals als Stockum erwähnt.
Stepprath wurde 1527 in alten Prozessakten Step Roide genannt. Früher gehörte der Gutsbezirk zur Herrschaft Burgau.
Wie auch im benachbarten Soller ist in Stockheim eine Töpfereiindustrie zur römischen Zeit nachgewiesen.
Stockheim war die Wiege des Braunkohletagebaus um Düren. Bereits 1825 wurde am Ortsrand die Untertage-Grube Eustachia aufgeschlossen. 1866 wurde dort zum ersten Mal ein Verfahren entwickelt, um Brikett in Form zu pressen. Es entstanden die sogenannten Salonbrikett.

### Neugliederungen
1814/15 wurde die Mairie Stockheim preußische Bürgermeisterei. Der Verwaltungssitz wurde etwa 1880 nach Kreuzau verlegt. 1929 kam das Amt Stockheim zum Amt Kreuzau. Im Zuge der kommunalen Neugliederung, die am 1. Juli 1969 in Kraft trat, verzichteten die Gemeinden außer Niederau auf ihre Selbstständigkeit und schlossen sich zur neuen Gemeinde Kreuzau zusammen.

## Marieneiche (Decke Boom)

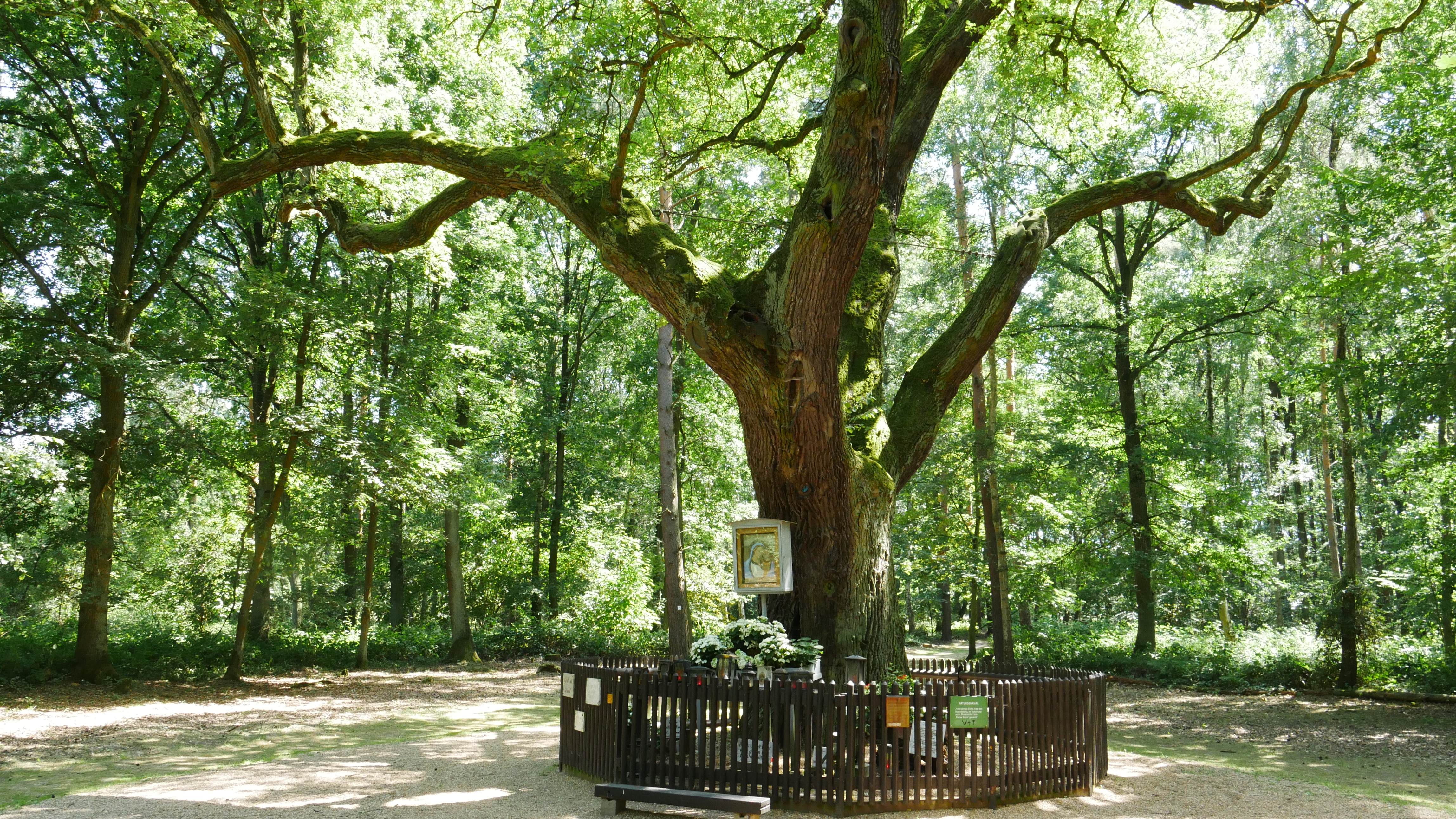
Marieneiche (Decke Boom) 2018

Im anliegenden Wald direkt neben der alten Panzerstraße stand die „Tausendjährige Marien-Eiche“. Sie war auch als der „Decke Boom“ (Dicker Baum) bekannt, nach dem der Karnevalsverein im Ort benannt ist. Im August 2025 stürzte der Baum zum größten Teil um. Ob der Stumpf stehen bleibt, oder ob an dieser Stelle ein neuer Baum gepflanzt wird, war kurz nach dem Umsturz nicht klar, es gibt einige Zöglinge der Eiche, die für eine Neupflanzung zur Verfügung stünden.

## Kirche

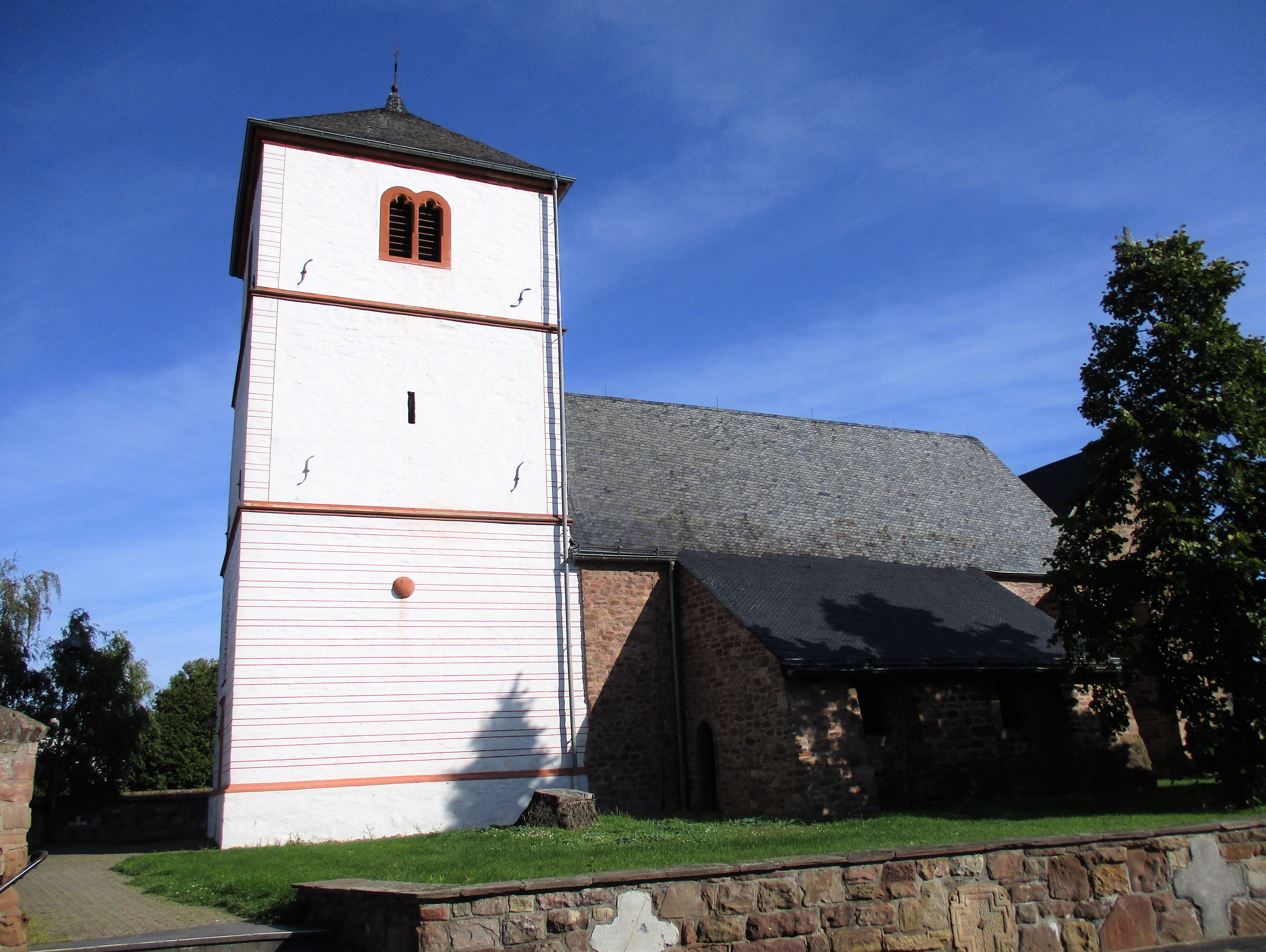
Alte Kirche in Stockheim

Auf einer leichten Anhöhe mitten im Ort liegen die alte und – rechtwinklig dazu – die heutige Pfarrkirche St. Andreas von 1937. Die alte Kirche dient heute als Jugendheim und Ausstellungsraum. Es handelt sich um einen zweischiffigen, im Kern frühromanischen Bau, der im 16. Jahrhundert einen Turm erhielt und um einen spätgotischen Chor erweitert wurde.
Am Außenbau der Kirche lassen sich die drei wesentlichen Bauphasen ablesen: Die untere Reihe der kleinen Rundbogenfenster auf der Nordseite gehört noch dem Kernbau an, der anhand von Resten hölzerner Fensterrahmen dendrochronologisch um das Jahr 1000 datiert wird. Im 12. Jahrhundert wurde der Kernbau um etwa 2 Meter aufgestockt und mit einer weiteren Reihe von Rundbogenfenstern versehen. An seiner Südseite wurde das Seitenschiff angefügt. 1523 wurde die Kirche neuerlich erweitert: im Westen um einen dreigeschossigen Turm mit hohem, spitzem Helm, im Osten um den Chor mit seinen gotischen Maßwerkfenstern. Der zuvor flach gedeckte Innenraum erhielt ein Kreuzrippengewölbe, die Rundbogenfenster wurden vermauert. 1752 bis 1764 bekam die Kirche eine barocke Ausstattung.
Im Zweiten Weltkrieg wurde die alte Kirche stark beschädigt. Seit der Wiederherstellung bedeckt den Turm nur noch ein flaches Zeltdach; die weitgehend zerstörten Gewölbe wurden durch eine einfache Holzdecke ersetzt und die kleinen Rundbogenfenster aus der romanischen Bauphase wieder freigelegt. Die drei restaurierten Barockaltäre befinden sich heute in der Pfarrkirche von Weilerswist.

## Schule, Kindergarten
In Stockheim gibt es einen dreigruppigen Kindergarten (75 Kinder) und eine katholische Grundschule.

## Verkehr
Am Ortsrand verläuft die Bundesstraße 56 von Düren über Zülpich nach Bonn.
Die Landstraße 327 verbindet Stockheim mit Niederau und Jakobwüllesheim.
Die Busse auf den AVV-Linien 290, 291 und 292 des Rurtalbus fahren durch den Ort. Zusätzlich verkehrt am Wochenende ein Nachtbus. Bis zum 31. Dezember 2019 wurde der Busverkehr von der Dürener Kreisbahn (DKB) und dem BVR Busverkehr Rheinland erbracht.
| Linie | Verlauf |
| ----- | --- |
| 290   | Düren Bf/ZOB – StadtCenter – Kaiserplatz – Stockheim – Soller – Frangenheim – Froitzheim (– Zülpich Frankengraben – Zülpich Bf)                  |
| 291   | Düren Bf/ZOB – StadtCenter – Kaiserplatz – Stockheim – Soller – Frangenheim – Froitzheim – Ginnick – Embken – (Muldenau ←) Wollersheim – Vlatten |
| 292   | Kreuzau Bf – Niederau Am Sandberg – Stockheim (– Jakobwüllesheim – Vettweiß)                                                                     |
| N2    | Nachtbus: nur in den Nächten Fr/Sa und Sa/So Düren Bf/ZOB → Kaiserplatz → Merzenich → Nörvenich → Vettweiß → Stockheim → Binsfeld                |

Neben dem Ort am Waldrand verläuft eine ehemalige Betonstraße für Panzer von Düren (ehemaliger Kasernenstandort) zum standortnahen Truppenübungsplatz Drover Heide.

## Vereinswesen
Im Ort gibt es viele Vereine, die eine wichtige Rolle im kulturellen Leben spielen. Dies sind die Frauen- und Müttergemeinschaft, eine Löschgruppe der Freiwilligen Feuerwehr Kreuzau mit Jugendfeuerwehr, das Tambourcorps, die Karnevalsgesellschaft, eine katholische Jugendgruppe, den Kirchenchor, die Maigesellschaft, eine Reservistenkameradschaft Stockheim, eine Ortsgruppe der Rhein. Landfrauenvereinigung, einen Radsportclub, die Schützenbruderschaft, den Turn- und Sportverein und den Theaterverein sowie drei Bürgerinitiativen.

## Wirtschaft
Am nördlichen Ortsrand befindet sich das größte Gewerbegebiet der Gemeinde Kreuzau. An der Stockheimer Landstraße in Düren, entstand auf dem ehemaligen Kasernengelände in den letzten Jahren ein interkommunales Gewerbegebiet. Das Gewerbegebiet liegt allerdings vollständig auf dem Gebiet der Stadt Düren. Betreiber sind aber die Stadt Düren und die Gemeinde Kreuzau.
Im Gewerbegebiet an der Panzerstraße befindet sich ein Werk der Multi Packaging Solutions, früher Wienstroth&Hammans.

## Persönlichkeiten
- Tony Alexis (* 1962), spanischer Clown, wohnt in Stockheim

## Feuerwehr

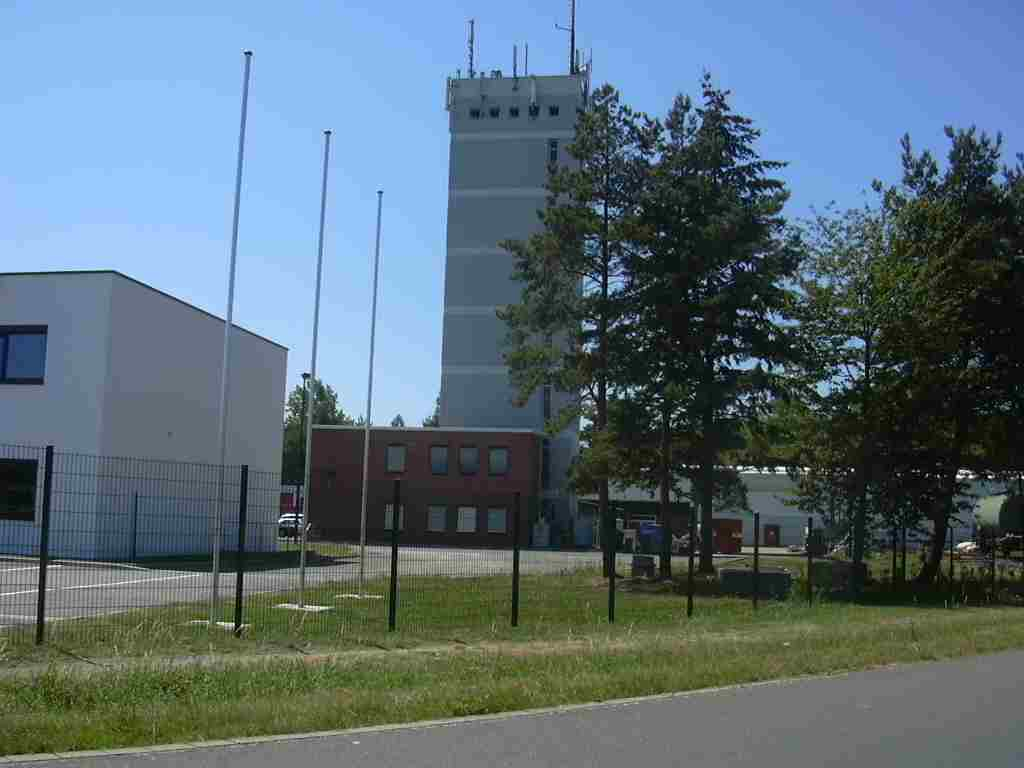
Das feuerschutztechnische Zentrum des Kreises Düren

In Stockheim befindet sich das feuerschutztechnische Zentrum (FTZ) des Kreises Düren. Das FTZ besteht aus der Leitstelle für die Feuerwehren im Kreis Düren, der Kreisbrandschutzzentrale mit den Sonderfahrzeugen, der Schlauchpflegerei und der Atemschutzwerkstatt und dem Ausbildungszentrum. Des Weiteren befindet sich in Stockheim eine Löschgruppe der Freiwilligen Feuerwehr Kreuzau, wo unter anderem für den Kreis Düren ein Messfahrzeug vorgehalten wird.
Am 16. Januar 2004 wurde nach neunmonatiger Bauzeit das neue zweigeschossige Schulungs- und Verwaltungsgebäude in Betrieb genommen.
2021 wurde wenige hundert Meter vom Gelände des FTZ entfernt im Gebäude eines ehemaligen Baumarktes ein Ausbildungs- und Trainingszentrum eröffnet. Träger ist das Institut der Feuerwehr Nordrhein-Westfalen (IdF NRW), eine Einrichtung des Landes NRW. Dort werden zusammen mit dem FTZ auch Feuerwehr-Führungskräfte ausbildet.